# Jonna Sundling
Jonna Sundling (Umeå, 28 dicembre 1994) è una fondista svedese, campionessa olimpica nella sprint a Pechino 2022 e vincitrice di sette titoli mondiali.

## Biografia
Jonna Sundling, attiva in gare FIS dal novembre del 2010, in Coppa del Mondo ha esordito il 15 febbraio 2015 a Östersund (50ª), ha ottenuto il primo podio il 16 marzo 2018 alle Finali di Falun (2ª) e il 21 dicembre dello stesso anno ha conquistato a Lillehammer la prima vittoria in Coppa del Mondo. Ai Mondiali di Seefeld in Tirol 2019, suo esordio iridato, è stata 4ª nella sprint e a quelli di Oberstdorf 2021 ha vinto la medaglia d'oro nella sprint e nella sprint a squadre e si è classificata 6ª nella staffetta; l'anno dopo ai XXIV Giochi olimpici invernali di Pechino 2022, suo esordio olimpico, ha vinto la medaglia d'oro nella sprint, quella d'argento nella sprint a squadre, quella di bronzo nella staffetta e si è piazzata 4ª nella 30 km. Ai Mondiali di Planica 2023 ha vinto la medaglia d'oro nella sprint e nella sprint a squadre ed è stata 21ª nella 10 km; a quelli di Trondheim 2025 ha vinto la medaglia d'oro nella sprint, nella sprint a squadre e nella staffetta, quella di bronzo nello skiathlon e si è classificata 5ª nella 50 km.

## Palmarès

### Olimpiadi
- 3 medaglie:
  - 1 oro (sprint a Pechino 2022)
  - 1 argento (sprint a squadre a Pechino 2022)
  - 1 bronzo (staffetta a Pechino 2022)

### Mondiali
- 8 medaglie:
  - 7 ori (sprint, sprint a squadre a Oberstdorf 2021; sprint, sprint a squadre a Planica 2023; sprint, sprint a squadre, staffetta a Trondheim 2025)
  - 1 bronzo (skiathlon a Trondheim 2025)

### Mondiali juniores
- 4 medaglie:
  - 3 ori (staffetta a Liberec 2013; sprint, staffetta a Val di Fiemme 2014)
  - 1 argento (staffetta a Erzurum 2012)

### Coppa del Mondo
- Miglior piazzamento in classifica generale: 6ª nel 2024
- 44 podi (32 individuali, 12 a squadre):
  - 18 vittorie (11 individuali, 7 a squadre)
  - 15 secondi posti (10 individuali, 5 a squadre)
  - 11 terzi posti (individuali)

#### Coppa del Mondo - vittorie
| Data             | Località    | Nazione     | Spec.                                                       |
| ---------------- | ----------- | ----------- | ----------------------------------------------------------- |
| 21 dicembre 2019 | Planica     | Slovenia    | SP TL                                                       |
| 4 marzo 2020     | Drammen     | Norvegia    | SP TL                                                       |
| 19 dicembre 2021 | Dresda      | Germania    | TS TL (con Maja Dahlqvist)                                  |
| 26 febbraio 2022 | Lahti       | Finlandia   | SP TL                                                       |
| 11 marzo 2022    | Falun       | Svezia      | SP TC                                                       |
| 13 marzo 2022    | Falun       | Svezia      | TS TL MX (con Calle Halfvarsson)                            |
| 21 gennaio 2023  | Livigno     | Italia      | SP TL                                                       |
| 3 febbraio 2023  | Dobbiaco    | Italia      | SP TL                                                       |
| 19 marzo 2023    | Falun       | Svezia      | 4x5 km MX (con Calle Halfvarsson, Moa Olsson e Edvin Anger) |
| 24 marzo 2023    | Lahti       | Finlandia   | TS TL (con Emma Ribom)                                      |
| 21 gennaio 2024  | Oberhof     | Germania    | 4x7,5 km (con Linn Svahn, Frida Karlsson ed Ebba Andersson) |
| 17 febbraio 2024 | Minneapolis | Stati Uniti | SP TL                                                       |
| 18 febbraio 2024 | Minneapolis | Stati Uniti | 10 km TL                                                    |
| 1º marzo 2024    | Lahti       | Finlandia   | TS TC (con Linn Svahn)                                      |
| 7 dicembre 2024  | Lillehammer | Norvegia    | SP TL                                                       |
| 13 dicembre 2024 | Davos       | Svizzera    | TS TL (con Emma Ribom)                                      |
| 14 dicembre 2024 | Davos       | Svizzera    | SP TL                                                       |
| 25 gennaio 2025  | Engadina    | Svizzera    | SP TL                                                       |

Legenda:

TL = tecnica libera

TC = tecnica classica

SP = sprint

TS = sprint a squadre

MX = mista

#### Coppa del Mondo - competizioni intermedie
- 7 podi di tappa:
  - 1 vittoria
  - 4 secondi posti
  - 2 terzi posti

##### Coppa del Mondo - vittorie di tappa
| Data             | Località    | Nazione  | Competizione   | Disciplina |
| ---------------- | ----------- | -------- | -------------- | ---------- |
| 30 novembre 2018 | Lillehammer | Norvegia | Nordic Opening | SP TL      |

Legenda:

TL = tecnica libera

SP = sprint